# پاپ (آلبوم یوتو)
«پاپ» (به انگلیسی: Pop) آلبومی از یوتو است که در ۳ مارس ۱۹۹۷ منتشر شد.